# فن پرومتامین
فن پرومتامین (انگلیسی: Phenpromethamine) عضوی از خانواده فن اتیل آمین هاست که محرک بوده و امروزه به وسیله سازمان ضد دوپینگ, کاربرد آن ممنوع است.